# Butterkäse

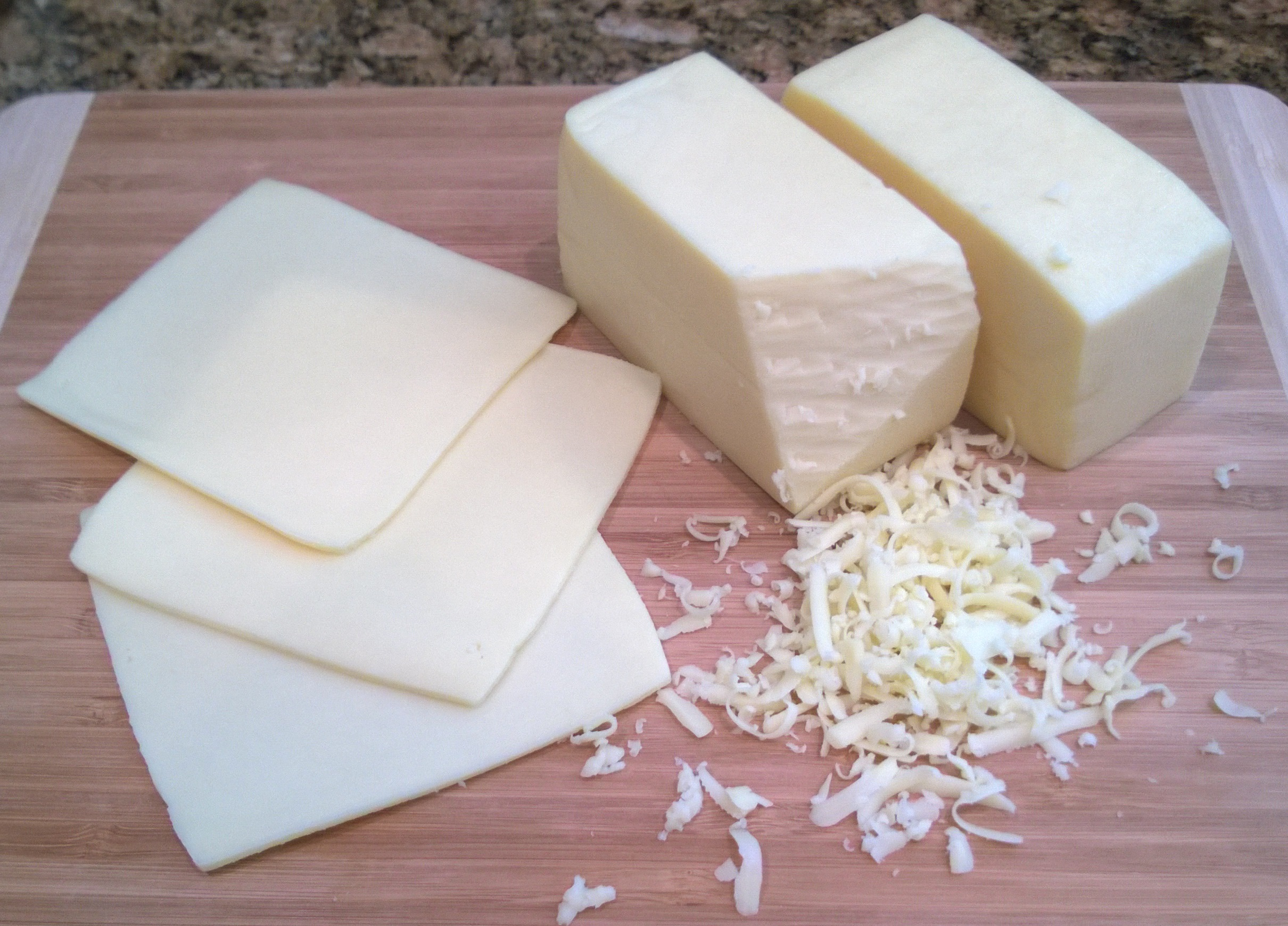
Butterkäse

Der Butterkäse gehört zu den halbfesten Schnittkäsen. Er wird, wie die meisten Käse, aus Kuhmilch erzeugt, die Reifedauer beträgt drei bis vier Wochen. Im Jahr 2012 wurden in Deutschland etwa 31.500 Tonnen Butterkäse produziert.

## Geschichte
Butterkäse ist ein Abkömmling des italienischen Bel Paese, der als Firmenmarke geschützt ist. In Deutschland wurde Butterkäse angeblich erstmals 1928 in der Staatlichen Molkerei Weihenstephan produziert und daraufhin als Käsesorte eingeführt. Mittlerweile wird Butterkäse auch in anderen Ländern produziert.

## Herstellung
Für die Herstellung von Butterkäse wird Kuhmilch mit mesophilen und zusätzlich mit thermophilen Starterkulturen angesäuert. Die Herstellung zeichnet sich durch große Labmenge und hohe Labungstemperatur (40 bis 42 °C) aus. Dadurch ist die Gerinnungszeit der Milch sehr kurz und es kommt zu einer intensiven Milchsäuregärung während und nach der Herstellung. Nach der Dicklegung wird der Käsebruch in meist runde Laibe geformt, bei 38 bis 40 °C warmgehalten und in Lake gesalzt. Die Reifung findet bei sehr niedrigen Temperaturen (3 bis 7 °C) statt.

## Eigenschaften und Geschmack
Die Konsistenz von Butterkäse ist halbfest bis schnittfest und der Geschmack ist mild und feinsäuerlich. Das Aussehen ist gelblich mit keiner oder sehr geringer Lochung. Der Wassergehalt der fettfreien Käsemasse liegt nach deutscher Käseverordnung zwischen 61 % und 69 %. Der Gehalt an Fett i. Tr. liegt je nach Fettgehaltsstufe bei 45 % bis 53 %.